# Мисанело
Мисанѐло (на италиански: Missanello) е село и община в Южна Италия, провинция Потенца, регион Базиликата. Разположено е на 604 m надморска височина. Населението на общината е 572 души (към 2010 г.).